# Symplecta honshuensis
Symplecta honshuensis là một loài ruồi trong họ Limoniidae. Chúng phân bố ở miền Cổ bắc.